# Garry Bocaly
Garry Bocaly (Schoelcher, Martinica, 19 de abril de 1988) es un futbolista francés que juega como defensor para el Aiglon du Lamentin de la Liga de Fútbol de Martinica.

## Selección nacional
Fue internacional con la selección de fútbol sub-21 de Francia.

## Clubes
| Club                          | País      | Año       |
| ----------------------------- | --------- | --------- |
| Olympique de Marsella         | Francia   | 2006-2010 |
| F. C. Libourne (cedido)       | Francia   | 2007-2008 |
| Montpellier H. S. C. (cedido) | Francia   | 2008-2009 |
| Montpellier H. S. C. (cedido) | Francia   | 2010      |
| Montpellier H. S. C.          | Francia   | 2010-2014 |
| A. C. Arles-Avignon           | Francia   | 2014-2015 |
| Aiglon du Lamentin            | Martinica | 2018-     |

## Palmarés

### Títulos nacionales
| Título  | Club                  | País    | Año     |
| ------- | --------------------- | ------- | ------- |
| Ligue 1 | Olympique de Marsella | Francia | 2009-10 |
| Ligue 1 | Montpellier H. S. C.  | Francia | 2011-12 |